# Wet inkomstenbelasting 2001
De Wet inkomstenbelasting 2001 (kortweg IB of Wet IB 2001) is een belasting in Nederland die de inkomstenbelasting regelt. Deze belasting heft de Nederlandse rijksoverheid  met betrekking tot inkomen dat in Nederland woonachtige en bepaalde niet in Nederland woonachtige natuurlijke personen genieten. Rechtspersonen vallen niet onder de Wet IB 2001, maar onder de Wet op de vennootschapsbelasting 1969. De inkomstenbelasting is een zogenoemde inkomensbelasting.
De Nederlandse inkomstenbelasting levert op zichzelf maar een klein deel van de totale belastingopbrengst op (gemiddeld enkele procenten). Toch wordt zij in de fiscale praktijk ook wel aangeduid als 'de koningin der belastingen'. De reden hiervoor is dat de inkomstenbelasting een eindheffing is met betrekking tot de loonbelasting (naar opbrengst wel een 'grote' belasting), en omdat bovendien het winstbegip in de vennootschapsbelasting gelijk is aan dat van de inkomstenbelasting. De inkomstenbelasting is daarmee van grote invloed op deze heffingen en als eindheffing op de loonbelasting ook op het dagelijks leven van de meeste mensen, en daarmee inderdaad een 'koningin'. In de fiscale studie neemt inkomstenbelasting dan ook traditioneel een belangrijke plaats in.
De wet trad in werking op 1 januari 2001. Hij verving de Wet op de inkomstenbelasting 1964.

## Indeling
De indeling is hiërarchisch met drie niveaus: hoofdstukken, afdelingen, en, alleen in de hoofdstukken 3 en 4, paragrafen. De nummers van de afdelingen zijn hiërarchisch zoals 2.5 en 3.1, de nummers van de paragrafen  zijn hiërarchisch zoals 3.2.5 en 3.3.1. De artikelnummering is hiërarchisch met twee niveaus: het hoofdstuknummer en het artikelnummer binnen het hoofdstuk. Bij de hoofdstukken 10A en 10B worden in de artikelnummers kleine letters a en b gebruikt, bijvoorbeeld artikel 10a.9 en artikel 10b.1.
- Hoofdstuk 1. Algemene bepalingen
  - Artikel 1.2 geeft afwijkingen van de definitie van partner t.o.v. die in artikel 5a van de Algemene wet inzake rijksbelastingen; zie ook onder.
  - Artikel 1.7 geeft de definitie van lijfrente en pensioen.
- Hoofdstuk 2. Raamwerk (over o.m. boxen, heffingskorting, verzamelinkomen, binnenlandse en buitenlandse belastingplichtigen, zie ook onder)
  - Het tarief per box staat voor box 1 in de artikelen 2.10 en 2.10a (uitsluitend de inkomstenbelasting, de premies volksverzekeringen worden elders geregeld, zie inkomsten in box 1 als grondslag voor andere heffingen), voor box 2 in artikel 2.12, en voor box 3 in artikel 2.13.
  - Artikel 2.14a gaat over het afgezonderd particulier vermogen.
- Hoofdstuk 3. Heffingsgrondslag bij werk en woning (dat wil zeggen bij box 1)
- Hoofdstuk 4. Heffingsgrondslag bij aanmerkelijk belang (dat wil zeggen bij box 2)
- Hoofdstuk 5. Heffingsgrondslag bij sparen en beleggen (dat wil zeggen bij box 3)
- Hoofdstuk 6. Persoonsgebonden aftrek
- Hoofdstuk 7. Belastingheffing van buitenlandse belastingplichtigen
- Hoofdstuk 8. Heffingskorting
- Hoofdstuk 9. Wijze van heffing
- Hoofdstuk 10. Aanvullende regelingen - o.m. over indexering (zie onder)
- Hoofdstuk 10bis. Overgangsrecht ten gevolge van Wet herziening fiscale behandeling eigen woning
- Hoofdstuk 10A. Overgangsrecht ten gevolge van wijzigingswetten, onder meer de levensloopverlofkorting (het overgangsrecht met betrekking tot de invoering van de wet staat in de Invoeringswet Wet inkomstenbelasting 2001)
- Hoofdstuk 10B.[2] Horizonbepaling (zie onder)
- Hoofdstuk 11. Slotbepalingen

## De subjectieve belastingplicht
De subjectieve belastingplicht regelt wie de belasting verschuldigd is. Belastingplichtig is de natuurlijke persoon die in Nederland woont - de zogenoemde binnenlands belastingplichtige - en de niet in Nederland woonachtige natuurlijke persoon, maar uitsluitend indien en voor zover die Nederlands inkomen geniet - de zogenoemde buitenlandse belastingplichtige. Voor buitenlandse belastingplichtigen gelden afwijkende regels ten opzichte van de binnenlandse belastingplichtigen. Er bestaat wel de mogelijkheid om voor de regels van binnenlandse belastingplichtigen te kiezen maar zij blijven buitenlands belastingplichtigen. Ook de partner van een buitenlandse belastingplichtige die zelf geen buitenlandse belastingplichtige is (dus hij/zij geniet geen Nederlands inkomen), heeft deze keuze.

## De objectieve belastingplicht
De objectieve belastingplicht regelt het object waarover de belasting verschuldigd is. Binnenlands belastingplichtigen zijn voor hun gehele inkomen (wereldinkomen) in Nederland belastingplichtig, dat wil zeggen inkomen dat zijn oorsprong zowel binnen als buiten Nederland heeft. Buitenlands belastingplichtigen zijn in Nederland uitsluitend belastingplichtig voor inkomen dat een bepaalde binding heeft met het Nederlandse grondgebied (Nederlands inkomen).
Voor "In Nederland wonen" geeft de Wet IB 2001 geen regels, maar moeten we kijken naar de Algemene wet inzake rijksbelastingen (AWR) en naar de jurisprudentie. Art. 4 AWR bepaalt dat naar de omstandigheden moet worden beoordeeld waar iemand woont. De belangrijkste maatstaf hierbij is waar iemands middelpunt van zijn of haar leven is. Onder meer de volgende vragen kunnen hierbij een rol spelen:
- Waar woont de partner?
- Waar wonen de minderjarige kinderen?
- Waar werkt iemand?
- Waar neemt hij/zij deel aan het maatschappelijke verkeer?
- Hoelang wordt er ergens verbleven?

## Boxen
In Nederland wordt het inkomen belast in drie verschillende zogenoemde boxen (hier met de cijfers voor 2017):
- Box 1: Belastbaar inkomen uit werk en woning[4] (kan negatief zijn) - wordt progressief belast met vier schijven van 36,55%, 40,8%, 40,8% en 52%.[5] Dit is bij de eerste en tweede schijf inclusief de premies volksverzekeringen (Anw, AOW en Wlz). Voor personen boven de AOW-leeftijd geldt (nu nog, zie ook fiscalisering) dat geen AOW-premie verschuldigd is, waardoor een verlaagd tarief geldt in de eerste (18,65%) en tweede schijf (22,9%). Bij een negatief inkomen uit werk en woning is het tarief € 0. Aanvullend is er een gereduceerd schijventarief (nul in de 1e, 2e en 3e schijf, 2% in de 4e schijf) van de aftrekbare kosten met betrekking tot een eigen woning. Dit bedrag wordt bij de betalen belasting in box 1 opgeteld. Hierdoor wordt de aftrekbaarheid van de kosten met betrekking tot een eigen woning gereduceerd voor inkomens in de 4e schijf.
- Box 2: Belastbaar inkomen uit aanmerkelijk belang (kan negatief zijn) - tarief is 25%, maar niet minder dan € 0.[6]
- Box 3: Belastbaar inkomen uit sparen en beleggen (kan niet negatief zijn) - dit is de vermogensrendementsheffing.

Het drempelinkomen is het totale inkomen van alle drie de boxen samen, vóór toepassing van de persoonsgebonden aftrek. De persoonsgebonden aftrek verlaagt het inkomen uit werk en woning en als dat niet toereikend is, het inkomen uit sparen en beleggen en als dat ook niet toereikend is, het inkomen uit aanmerkelijk belang.
Het verzamelinkomen is het gezamenlijke bedrag van:
- het inkomen uit werk en woning (box 1);
- het inkomen uit aanmerkelijk belang (box 2);
- het belastbare inkomen uit sparen en beleggen, verminderd met daarin begrepen te conserveren inkomen (box 3)

Zoals blijkt uit de definities van deze grootheden zijn dit de bedragen na toepassing van de persoonsgebonden aftrek.
Het verschil tussen het inkomen uit werk en woning en het belastbaar inkomen uit werk en woning is dat bij de laatste de verrekenbare verliezen uit werk en woning in mindering zijn gebracht. Het verschil tussen het inkomen uit aanmerkelijk belang en het belastbaar inkomen uit aanmerkelijk belang is dat bij de laatste de verrekenbare verliezen uit aanmerkelijk belang in mindering zijn gebracht. Verliesverrekening wijzigt het verzamelinkomen dus niet.
Het verzamelinkomen is het inkomensgegeven in de basisregistratie inkomen (BRI), dat bij diverse inkomensafhankelijke regelingen de basis vormt. Voor de inkomstenbelasting zelf is het onder meer van belang voor de ouderenkorting. Door inkomensafhankelijkheid van regelingen is het netto effect van een verhoging of verlaging van het inkomen in een box in voorkomende gevallen groter dan de bovengenoemde percentages.
De 'gecombineerde inkomensheffing' is het totaal van de belastingen in de drie boxen, plus de premies in box 1. Hierop worden heffingskortingen toegepast. Ook deze kunnen afhangen van het inkomen of bestanddelen daarvan. Verliesverrekening kan ze wijzigen. Inkomensheffing (IH) refereert aan het uiteindelijke bedrag (al of niet na verrekening van voorheffingen, respectievelijk 'bedrag van de aanslag' en 'totaal inkomstenbelasting en premie volksverzekeringen'), en aan het hele proces van uitvoering, met bijvoorbeeld termen als IH-systemen en IH campagne.
Dit boxensysteem geeft de Wet IB 2001 een zogeheten analytisch karakter; dit betekent dat opbrengsten uit bronnen van inkomen worden gerangschikt in boxen (of dergelijke constructies) en verschillend worden belast. Met dit analytisch karakter breekt de Wet IB met de traditie van het synthetische karakter (het optellen van alle inkomsten, dan bedragen aftrekken en tot slot het tarief erop toepassen) dat het altijd gehad heeft. De huidige Wet IB kent echter wel synthetische elementen: het verzamelinkomen, de persoonsgebonden aftrek en de algemene heffingskorting.

### Toerekeningsregels
Indien een voordeel op grond van meer dan een hoofdstuk, afdeling of paragraaf als bestanddeel, al dan niet vrijgesteld, van een van de belastbare inkomens zou kunnen worden aangemerkt, wordt het voordeel uitsluitend op grond van het als eerste opgenomen hoofdstuk of de als eerste opgenomen afdeling of paragraaf aangemerkt als bestanddeel van het desbetreffende belastbare inkomen. Het is dus van belang dat de boxen 1, 2 en 3 worden behandeld in respectievelijk de hoofdstukken 3, 4 en 5, dus in de volgorde van nummering van de boxen.
Om onzekerheid te voorkomen is deze rangorderegeling aangevuld met een bepaling die specifiek ziet op de wijze waarop moet worden omgegaan met vermogensbestanddelen. Voor zover vermogensbestanddelen inkomen, al dan niet vrijgesteld, uit werk en woning of uit aanmerkelijk belang genereren, worden zij niet in aanmerking genomen voor de bepaling van het belastbare inkomen uit sparen en beleggen. Zo valt het eigenwoningforfait in box 1, daarom telt de waarde van de eigen woning niet mee als bezitting in box 3. Evenzo valt belastbaar inkomen uit aanmerkelijk belang in box 2, daarom telt de waarde van  het aanmerkelijk belang niet mee als bezitting in box 3. Verder, als een lijfrente belast is in box 1 dan telt de waarde van het lijfrenterecht niet mee als bezitting in box 3.
De rente over schuld aangegaan voor verwerving van een bron van inkomsten in box 1 of 2 is onder voorwaarden aftrekbaar van het betreffende inkomen. Schulden die zijn aangegaan voor verwerving van een bron van inkomsten in box 1 of 2, maar niet voldoen aan de voorwaarden voor aftrekbaarheid van de rente in de betreffende box, en schulden die niet zijn aangegaan voor verwerving van een bron van inkomsten in box 1 of 2, zijn aftrekbaar in box 3.
Rente over schuld die kwalificeert als eigenwoningschuld is bijvoorbeeld aftrekbaar in box 1, daarom is de schuld niet aftrekbaar in box 3. Rente over schuld aangegaan voor de aankoop van een eigen woning die toch niet kwalificeert als eigenwoningschuld (door bijvoorbeeld het aflossingsschema) is niet aftrekbaar in box 1, daarom is de schuld aftrekbaar in box 3. Soms kiest een belastingplichtige er bewust voor om bijvoorbeeld een positief of negatief inkomensbestanddeel niet te laten voldoen aan de voorwaarden in box 1, om zo box 3 van toepassing te laten zijn.
Als vermogen voor een periode van minder dan 6 maanden, inclusief de jaarwisseling, van box 3 naar box 1 of 2 wordt verplaatst, dan wordt dit ook belast in box 3 (tegengaan van ongewenste boxarbitrage / boxhoppen; nog een andere regel om dit tegen te gaan is de terbeschikkingstellingsregeling). Flits-vbi is de informele naam van een vbi waar ruim een jaar, inclusief twee jaarwisselingen, vermogen in wordt geplaatst om twee jaar belasting in box 3 te ontlopen. Het Belastingplan 2017 bepaalt onder meer dat het vermogen hiervoor minstens 18 maanden in de vbi moet blijven.
Bij een vermogenstoets waarbij niet te hoog mag zijn "de waarde van de bezittingen verminderd met de waarde van de schulden, bedoeld in artikel 5.3 IB" gelden de toerekeningsregels niet noodzakelijk. Voor zo'n vermogenstoets kan ook vermogen meetellen dat aan die omschrijving voldoet, maar niet in box 3 belast wordt omdat het al belast wordt in box 1 of 2. Dit is anders bij de formulering "geen aanspraak indien voordeel uit sparen en beleggen als bedoeld in artikel 5.2 van de Wet inkomstenbelasting 2001 in aanmerking wordt genomen", want "in aanmerking nemen" in box 3 geldt alleen als het niet in box 1 of 2 valt.
Bij een spaarvorm of kapitaalverzekering aangevangen vóór 2001 kan het zijn dat het vóór 2001 opgebouwde rendement nog niet is belast omdat het rendement belast zou worden bij uitkering van het kapitaal, en dit nog niet heeft plaatsgevonden. De spaarvorm of kapitaalverzekering valt behoudens uitzonderingen sinds 2001 in box 3, waardoor sinds 2001 het rendement forfaitair wordt belast. Het vóór 2001 opgebouwde rendement wordt dan behoudens eventuele vrijstellingen bij uitkering van het kapitaal alsnog in box 1 belast. In zoverre geldt dus niet dat voor de spaarvorm of kapitaalverzekering slechts één box van toepassing is.

## Fiscaal partnerschap
Fiscale partners kunnen een aantal inkomstencategorieën (maar met name niet inkomsten uit arbeid) en aftrekposten elk afzonderlijk naar keuze verdelen over beiden. Daarnaast zijn er enkele posten waarvan de verdeling bepaald wordt door de andere keuzes, of anderszins. In sommige gevallen maakt een verschuiving in box 1 tussen partners niet uit voor de verschuldigde belasting over het betreffende jaar, maar wel voor het doorschuiven van een verlies naar een volgend jaar (onbenutte heffingskortingen kunnen niet worden doorgeschoven naar een volgend jaar, maar negatief inkomen in box 1 wel). Fiscaal partnerschap heeft ook nadelen, bijvoorbeeld dat de drempel voor de giftenaftrek gebaseerd is op het gezamenlijke inkomen.
Sinds 2011 is er een objectief partnerbegrip (twee mensen kunnen in de meeste gevallen niet meer kiezen of ze wel of niet fiscale partners zijn). Het is strikter dan voorheen, maar wel ruimer dan het basispartnerbegrip: ook ongehuwd samenwonenden met een gezamenlijk kind, een gezamenlijke eigen woning of een gezamenlijke pensioenregeling vallen eronder. Niemand kan meer dan één partner hebben; voor het geval dat zowel A en B als A en C potentieel partners zijn, zijn er regels die bepalen of er een partnerschap geldt, en zo ja, welk. Artikel 1, tweede lid onderdeel e IB laat zien dat een belastingplichtige met een inwonend minderjarig kind en een volwassene die een deel van de woning huurt onder voorwaarden kan kiezen of deze wel of niet geldt als fiscaal partner van de andere volwassene. Dit is aan de orde geweest bij het geval dat de andere volwassene een au pair was.
Er moet wel daadwerkelijk samengewoond worden. Een van tafel en bed gescheiden echtpaar kan dus geen fiscaal partnerschap opleveren. Dit geldt ook wanneer een van de partners onvrijwillig het huishouden moet verlaten, bijvoorbeeld vanwege het uitzitten van een langdurige gevangenisstraf of opname in een verpleeghuis.
Zie ook het partnerbegrip in de erfbelasting.

## Belastingverhogende aftrekpost
Soms is de marginale invloed van in aftrek gebrachte kosten op het belastbaar inkomen nul, maar verhogen deze wel de te betalen belasting door een aparte tariefbepaling, zie tariefsaanpassing aftrek kosten eigen woning. Het is dan van belang dat het opvoeren van een aftrekpost niet verplicht is.

## Voorheffingen
Op de verschuldigde inkomstenbelasting kunnen onder omstandigheden twee andere Nederlandse belastingen in mindering worden gebracht:
1. de loonbelasting in box 1 en;
2. de dividendbelasting in box 2 en 3.

Kunnen die belastingen met de inkomstenbelasting verrekend worden, dan worden deze belastingen voorheffingen genoemd. Is dat niet het geval, dan zijn de twee belastingen zogenoemde eindheffingen.
Is het bedrag van de verschuldigde inkomstenbelasting hoger dan het bedrag van de voorheffingen, dan dient de belastingplichtige het verschil bij te betalen. Overtreft het bedrag van de voorheffingen de verschuldigde inkomstenbelasting, dan wordt het verschil aan de belastingplichtige terugbetaald.

## Aangifte
De gegevens voor de belastingaanslag voor een kalenderjaar worden onder andere bepaald op basis van de aangifte, die de belastingplichtige voor 1 mei van het volgende jaar moet indienen. Daartoe stuurt de belastingdienst een aangiftebrief die oproept om digitaal aangifte te doen. Dit kan onder meer met de DigiD-inlogcode. Het kan in Mijn Belastingdienst op www.belastingdienst.nl. Bij de Belastingdienst bekende gegevens zijn al ingevuld (vooraf ingevulde aangifte of vooringevulde aangifte, VIA) en moeten alleen nog gecontroleerd worden. Dit betreft onder meer informatie van inhoudingsplichtige inkomensverstrekkers, en van banken en levensverzekeraars, en informatie op basis van eerdere aangiften, voor zover nog van belang. Alleen als alle gegevens al bij de Belastingdienst bekend zijn, en de aangifte dus slechts bestaat uit de bevestiging daarvan, kan dit ook met een app worden gedaan. Oude aangiften vanaf die over 2015 zijn op Mijn Belastingdienst te raadplegen. Deze kunnen voor de belastingplichtige dus als back-up dienen van zelf bewaarde aangiften.
Met een papieren aangiftebiljet aangifte doen is alleen nog mogelijk voor de buitenlands belastingplichtige, en voor de binnenlands belastingplichtige die op het moment van aangifte in het buitenland woont.
Een fout verbeteren kan door de digitale aangifte aan te passen en opnieuw in te dienen. Dit is sinds 2024 wettelijk verankerd en nader geregeld. Het kan ook als al een definitieve aanslag is opgelegd, en wel tot 5 jaar na het jaar waarover de aanslag gaat. Als de verandering in de digitale aangifte correspondeert met een vermindering van de belasting wordt deze behandeld als een verzoek om ambtshalve vermindering, niet als een bezwaarschrift. Dat kan bij afwijzing alsnog worden ingediend.

## Aanslag
Men onderscheidt voorlopige aanslagen en de definitieve aanslag. De laatste wordt in het opschrift ervan gewoon "Aanslag" genoemd, en moet door de Belastingdienst binnen 3 jaar na het betreffende belastingjaar worden opgelegd. Als uitstel van aangifte is verleend mag de aanslag overeenkomstig later worden opgelegd.
Als men een voorlopige aanslag krijgt kan men met verstrekking van voorlopige gegevens (met een voorlopige versie van het uiteindelijke online-aangifteprogramma, qua vragen en tarieven) een lagere of hogere bewerkstelligen. Als men niet vanzelf een voorlopige aanslag krijgt kan men zo een negatieve of positieve voorlopige aanslag aanvragen. Men kan ook op elk moment een voorlopige aanslag wijzigen, tot het moment dat aangifte wordt gedaan of had moeten zijn gedaan. In januari van elk kalenderjaar ontvangen veel belastingplichtigen een voorlopige aanslag voor het net begonnen kalenderjaar.
Het nut van een hogere voorlopige aanslag kan onder meer zijn het vermijden van het moeten betalen van belastingrente, bijvoorbeeld als men uitstel voor het doen van aangifte heeft aangevraagd en verkregen.
Ook als men digitaal aangifte heeft gedaan kan men de aanslag (voorlopig nog) ook op papier toegestuurd krijgen. Men moet dan bijbetalen, krijgt geld terug, of geen van beide.
De aanslagen betreffen belasting en premies volksverzekeringen. Op het aanslagbiljet staat wel de totale premie volksverzekeringen apart van de belasting vermeld, maar dan zonder aftrek van de bijbehorende heffingskorting. De bedragen van de heffingskortingen worden niet uitgesplitst in die voor belasting en die voor premies.
Voor de berekening van wat men moet betalen of terugkrijgt is de onderverdeling (behoudens mogelijk een afrondingsverschil) niet van belang.

## Wijzigingen
Per kalenderjaar zijn er wijzigingen van de wet, soms ook tussentijds.

### Jaarlijkse wijzigingswetten
Jaarlijks zijn er enkele wijzigingswetten en -regelingen. Ze hebben vaak ook betrekking op andere belastingwetten, zie wijzigingen van belastingen in Nederland. Wijzigingen met ingang van jaar T staan jaarlijks in:
- Belastingplan T
- Overige fiscale maatregelen T

Tot en met T=2016 was er ook de Fiscale verzamelwet T-1, dus met als laatste de Fiscale verzamelwet 2015 die inging in 2016.

### Indexering
Afdeling 10.1 (Indexering) van de wet regelt onder meer diverse vormen van indexering.
Artikel 10.1 (Inflatiecorrectie) somt een aantal artikelen van de wet op waarin bedragen staan waarop jaarlijks een inflatiecorrectie wordt toegepast door ze met een zogeheten tabelcorrectiefactor te vermenigvuldigen; het tweede lid van artikel 10.1 in de aparte tabel voor wie vóór 1946 geboren is. Sommige bedragen worden niet geïndexeerd, zoals het drempelbedrag voor de middelingsteruggaaf van € 545.
Artikel 10.2 (De tabelcorrectiefactor) definieert de tabelcorrectiefactor als de verhouding van het gemiddelde van de prijsindexcijfers van de achttiende tot en met de zevende aan het kalenderjaar voorafgaande maand, tot het gemiddelde van de prijsindexcijfers van de dertigste tot en met de negentiende aan het kalenderjaar voorafgaande maand. De prijsindexcijfers zijn de cijfers uit de "Consumentenprijsindex Alle Huishoudens, afgeleid" van het Centraal Bureau voor de Statistiek. De gemiddelde prijsindexcijfers worden berekend uit de prijsindexcijfers vermeld in het nummer van het Statistisch Bulletin waarin het indexcijfer van de zevende respectievelijk negentiende aan het kalenderjaar voorafgaande maand voor het eerst, al dan niet voorlopig, wordt gepubliceerd. Het laatst benodigde indexcijfer is dus het voorlopige cijfer van de maand juni voorafgaand aan het belastingjaar. De voor het CBS voorlopige cijfers van beide maanden juni zijn voor de tabelcorrectiefactor dus de definitieve cijfers. Ze worden gepubliceerd in het Statistisch Bulletin van beide maanden augustus. De tabelcorrectiefactor is daardoor in de loop van juli voorafgaand aan het belastingjaar voorlopig bekend, en in augustus definitief. Voor 2018 is deze 1,008, corresponderend met 0,8% inflatie. Voor 2019 is deze 1,012, corresponderend met 1,2% inflatie.. Voor 2020 en 2021 is deze 1,016, corresponderend met 1,6% inflatie. Voor 2022 is deze 1,013, corresponderend met 1,3% inflatie. Voor 2023 is deze 1,063, corresponderend met 6,3% inflatie.
De Wet van 12 juli 2012 tot wijziging van enkele belastingwetten en enige andere wetten (Wet uitwerking fiscale maatregelen Begrotingsakkoord 2013) bepaalde echter dat onder meer art. 10.1 geen toepassing vond bij het begin van het kalenderjaar 2013. Dit is een blijvende maatregel in de zin dat de betreffende inflatie blijvend niet in aanmerking wordt genomen, maar eenmalig in de zin dat deze bij verdere inflatie in de toekomst de toepassing van de tabelcorrectiefactor onverlet laat.
Het Belastingplan 2014 bepaalde dat onder meer art. 10.1 geen toepassing vond bij het begin van het kalenderjaar 2014.
Ook voor bepaalde percentages is er een vaste regeling voor de aanpassing daarvan, bijvoorbeeld:
- Artikel 10.3. (Bijstelling eigenwoningforfait op basis van de ontwikkeling van de huurprijzen en de eigenwoningwaarden).
- Artikel 10.7. (Indexering inkomensgrenzen en percentages arbeidskorting).

De nieuwe bedragen en percentages in de wet worden in december gepubliceerd, in de bijstellingsregeling voor het daarop volgende belastingjaar. (De indexatiepercentages zijn zoals gezegd al eerder bekend.). Soms zijn deze bedragen en percentages echter toch niet de definitieve. Artikel XLIV van het Belastingplan 2019 bepaalt bijvoorbeeld dat artikel I, onderdelen C, D en G, eerst toepassing vindt nadat artikel 10.1 van de Wet inkomstenbelasting 2001 (de inflatiecorrectie) bij het begin van het kalenderjaar 2019 is toegepast. Onderdelen C en D zijn nieuwe tarieftabellen van box 1. De tarieftabellen in de bijstellingsregeling zijn daarom niet van belang. Onderdeel G bepaalt dat het in artikel 8.10, tweede lid, vermelde bedrag (de maximale algemene heffingskorting) wordt verhoogd met € 184. Het bedrag in de bijstellingsregeling, € 2.293, is daarom wel van belang, maar slechts als tussenstap. Het uiteindelijke bedrag is € 2.477. Bij de publicatie van de bijstellingsregeling was het Belastingplan 2019 wel al aangenomen. Het bedrag van € 2.477 staat daarom weliswaar niet in de bijstellingsregeling zelf, maar wel in de toelichting. De daadwerkelijke nieuwe tarieftabellen van box 1 staan helemaal niet in de bijstellingsregeling, ook niet in de toelichting, maar er wordt wel uitgelegd dat die in het Belastingplan 2019 staan. Het definitieve percentage van de afbouw van de algemene heffingskorting (zoals bepaald in artikel 10.6b IB de definitieve maximale algemene heffingskorting gedeeld door de definitieve gezamenlijke grootte van schijf 2 en 3) wordt wel in de bijstellingsregeling zelf vermeld. Er is dus in de bijstellingsregeling wat dat betreft geen interne consistentie, zelfs niet binnen onderdeel AB, dat voor artikel 8.10 het tussenresultaat € 2.293 als nieuw bedrag noemt, maar het afbouwpercentage baseert op het uiteindelijke bedrag van € 2.477.
Voor 2024 bedraagt de inflatiecorrectie voor belastingen 9,9%, met dien verstande dat deze voor de bedragen in de inkomstenbelasting voor 95,9% worden toegepast. De toe te passen inflatiecorrectie in de inkomstenbelasting komt daarmee uit op 9,4941% in plaats van 9,9%. Dit is geregeld in artikel XXXVA van de wet Belastingplan 2024. Voor 2025 is de tabelcorrectiefactor 1,012.

### Bepalingen in de wet die de wet wijzigen
Afdeling 10.1 (Indexering) van de wet regelt onder meer dat de wet deels een zichzelf wijzigende wet is (deels afhangend van de dan geldende verdere wetstekst, maar voor de rest met een vooraf bekend resultaat, dus niet afhankelijk van bijvoorbeeld inflatie):
- Artikel 10.2a (Jaarlijkse aanpassing correctie tarief aftrekbare kosten eigen woning) bepaalt dat bij het begin van het kalenderjaar het in artikel 2.10, tweede lid vermelde percentage (het gereduceerde belastingtarief voor inkomen besteed aan kosten eigen woning) verhoogd wordt met 0,5%-punt en vervolgens verminderd of vermeerderd wordt met eenzelfde aantal procentpunten als het aantal procentpunten waarmee het tarief van de vierde schijf wordt verlaagd, respectievelijk verhoogd. Het wordt echter niet meer dan het verschil tussen het tarief van de vierde en dat van de derde schijf. Voor het geval het tarief van de vierde schijf met een andere wijzigingswet in enig jaar zou worden verlaagd tot onder het beoogde aftrektarief van dat jaar, wordt alvast bepaald dat het gereduceerde belastingtarief voor inkomen besteed aan kosten eigen woning dan niet negatief wordt maar nul, dus dat het aftrektarief dan extra verlaagd wordt, tot het nieuwe tarief van de vierde schijf.
- Artikel 10.3a. (Geleidelijke verhoging tot en met 2016 van het percentage eigenwoningforfait bij de laatste schijf). Dit artikel is uitgewerkt, maar staat in 2017 nog wel in de wet.
- Artikel 10.6a (Jaarlijkse verlaging percentage in regeling gecombineerde heffingskorting bij minstverdienende partner) bepaalt: "Bij het begin van het kalenderjaar wordt het in artikel 8.9, eerste lid, vermelde percentage bij ministeriële regeling vervangen door een ander percentage. Dit percentage wordt berekend door het te vervangen percentage te verlagen met 6 2/3%-punt." (geleidelijke afbouw van de dubbele heffingskorting voor kostwinners).

### Wetswijzigingen voor latere jaren
Soms worden in een wet ook wijzigingen van de IB voor latere jaren vastgesteld. Dit gebeurt vaak aanvullend in de jaarlijkse wijzigingswetten zoals het Belastingplan, maar daarnaast bevat bijvoorbeeld de Wet maatregelen woningmarkt 2014 II wijzigingen in de Wet inkomstenbelasting 2001 tot en met 2047. Een tijdelijke regeling wordt soms vormgegeven als wetswijziging per ingangsdatum en een gelijktijdig vastgestelde wetswijziging per einddatum.

### Horizonbepalingen
Een regeling wordt ook wel tijdelijk gemaakt met het systeem van de horizonbepaling. Dit is een bepaling in hoofdstuk 10B dat een regeling tijdelijk is, met de achterliggende gedachte dat te zijner tijd eventueel besloten kan worden om er een regeling voor onbepaalde tijd van te maken (door de horizonbepaling te laten vervallen) of de regeling te verlengen (door de datum in de horizonbepaling te veranderen in een latere datum).

## Toekomst
De Commissie inkomstenbelasting en toeslagen (Commissie Van Dijkhuizen), onder voorzitterschap van Kees van Dijkhuizen, heeft in oktober 2012 een interim-rapport uitgebracht met diverse voorstellen. De vervroegde deelrapportage was ten behoeve van de kabinetsformatie Nederland 2012. In haar eindrapport is de commissie nog ingegaan op het stroomlijnen van de heffingskortingen en toeslagen in één geïntegreerde huishoudentoeslag, en heeft zij aandacht besteed aan de belasting op inkomen uit kapitaal in box 2 en box 3. De regering heeft in april 2014 verklaard dat voorlopig afgezien wordt van deze integratie, omdat door EU-verordeningen en verdragen de huidige verplichte gedeeltelijke exporteerbaarheid van toeslagen dan verruimd zou moeten worden.

## Geschiedenis
- 1 mei 1893 - invoering Wet op de vermogensbelasting 1892 (wet van 27 september 1892, Stb. 223): belasting op inkomsten uit vermogen, waarbij deze inkomsten forfaitair gesteld worden op jaarlijks 4% van dat vermogen;[32] omdat het vermogen de bezittingen min de schulden is en de waarde van de eigen woning meetelde als bezitting kwam dit tevens materieel neer op invoering van huurwaardeforfait en een (al of niet forfaitaire) hypotheekrenteaftrek
- 1 mei 1894 - invoering Wet op de bedrijfsbelasting 1893 (wet van 2 oktober 1893, Stb. 149): belasting op bedrijfs- en andere inkomsten[32]
- 1914 - invoering Wet op de inkomstenbelasting 1914; de vermogens- en de bedrijfsbelasting worden omgevormd tot een  inkomstenbelasting die het totale inkomen (inclusief de werkelijke inkomsten uit vermogen) progressief belast en een aparte vermogensbelasting die lager is dan daarvóór[32]
- 1941 - invoering Besluit op de inkomstenbelasting 1941 (onder de Duitse bezetter ingevoerd, had in het bezette gebied kracht van wet; na de bevrijding gehandhaafd, tot 1965)
- 1965 - invoering Wet inkomstenbelasting 1964[33][34][35][36]
- 1973 - Wijziging van de structuur van het tarief van de inkomstenbelasting: invoering schijventarief;[37][38] invoering zelfstandige belastingplicht voor de gehuwde vrouw voor haar inkomsten uit winst uit onderneming, uit tegenwoordige arbeid en uit winst uit een voor rekening van de man gedreven onderneming die aan de vrouw wordt toegerekend[39]
- 1984 - volledige invoering zelfstandige belastingplicht voor de gehuwde vrouw

- 1990 - Wet vereenvoudiging loon- en inkomstenbelasting,[41] (Oort-operatie), gebaseerd op het rapport Zicht op eenvoud van de Commissie tot vereenvoudiging van de loonbelasting en inkomstenbelasting (Commissie-Oort), mei 1986:
  - het aantal belastingschijven ging van 9 naar 3
  - voor belasting en premies volksverzekeringen ging dezelfde grondslag gelden; belastingvrije sommen golden nu ook voor de premies volksverzekeringen[42]
  - werknemers gingen alle premies volksverzekeringen betalen in plaats van alleen die voor AOW/AWW, maar ter compensatie moest de werkgever hen overhevelingstoeslag betalen
- 1992 - Brede Herwaardering[43]
  - Brede Herwaardering, kapitaalverzekeringen
  - Brede Herwaardering, lijfrenten
- 1999 - het aantal belastingschijven gaat van 3 naar 4
- 2001 - invoering Wet inkomstenbelasting 2001,[44] onder andere gebaseerd op Graag of niet, rapport van de Commissie voor de Belastingherziening (commissie Stevens), juli 1991, en de regeringsnota Belastingen in de 21e eeuw, een verkenning, december 1997:
  - invoering boxen, alleen voor box 1 is er nog een schijventarief; invoering vermogensrendementsheffing op basis van forfaitair rendement, met afschaffing van de vermogensbelasting
  - de overhevelingstoeslag wordt in het brutoloon verwerkt
  - belastingvrije sommen zijn vervangen door heffingskortingen

Zie ook:
- Geschiedenis van de belasting over inkomsten uit werk en woning
- Geschiedenis van de belasting over inkomsten uit vermogen
- Geschiedenis van de fiscale behandeling van lijfrentepremies en -uitkeringen

## Internationale aspecten
Zie voor de internationale aspecten van de Wet inkomstenbelasting 2001: belastingverdrag.